# آناقیز
آناقیز یکی از روستاهای استان آذربایجان شرقی است که در دهستان ابرغان بخش مرکزی شهرستان سرآب واقع شده‌است. موقعیت جغرافیایی ویژه این روستا، قدمت دو هزار ساله، مناظر بکر و بسیار سرسبز، مردمان با فرهنگ از جمله ویژگی‌های این روستا می‌باشد. باغات پر بار این منطقه مانند دربند، اشک اوئلن و حاجی باغ به لحاظ اقتصادی بسیار حائز اهمیت می‌باشد. با مهاجرت اهالی این روستا به شهرهای بزرگ در اوایل دهه پنجاه جمعیت آن رو به کاهش گذاشت اما در سال‌های اخیر با مهاجرت معکوس اهالی قدیمی روستا از جمله خانواده های کاهش سکونت مانند آخوندی،نیکوپیام،ستارنژادها، پناهی ها، رادمنش و... به سرعت جبران شد و هم‌اکنون از این روستا می‌توان به عنوان مدرن‌ترین روستای شهر سرآب نام برد. اهالی اصیل این روستا شامل چندین طایفه بوده و مابقی اهالی مهاجر بودند که از روستاهای دیگر مثل قریق، ملاحاجی و... آمده بودند. درروستای آناقیز سنگ قدیمی به نام سنگ پیرداشی بود که شجره نامه آناقیز روی آن سنگ به زبان روسی نوشته شده بود که آناقیز چه سالی بنا شده است و حد و حدود تمام زمین های ده آنجا مشخص شده بود و آناقیز به چند طایفه به اسم آنها روی همان سنگ قید شده  بود مثل :طایفه حاجی کاظم، طایفه علی اکبر، طایفه ایمانلو ،طایفه نبی، طایفه تقی، طایفه حورا بوئلن، طایفه دنقلی، طایفه دلک، طایفه ستار، طایفه جلفا، طایفه بخشعلی، طایفه حسین پاشا و بقیه ساکنین مهاجر بودند که از قریه های دیگرآمده بودند. مثل سیدها، ملاحاجیلوها و پیریلی ها و ...اینها اصالتاٌ آناقیزی نبودند. آناقیز و تقسیم زمین ها هم در اون سنگ قید شده بود که به عبارت ۸ بولیک (قسمت) مشخص شده بود و ۵۸ سان (شاخص سهم) تقسیم شده بود هر ۱۰ سال به ۱۰ سال مجددا تقسیم میکردند مرحوم حاج علی نصرتی متر می‌کرده و مرحوم حاجی میرابولقاسم میرزاده در دفترکل می‌نوشت و مشخص می کردند که هرکس چقدر زمین و آب دیمی دارد و روستا به همین منوال اداره می شده است. قدمت این روستا بر طبق آزمایش‌ها انجام شده بر استخوان‌های مکشوفه در دانشگاه تبریز به هزاره اول قبل از میلاد دلالت دارد. از جمله مناطق باستانی این روستا می‌توان به تپه گور قلعه اشاره نمود که در تاریخ ۱۵ دی ۱۳۸۷ در فهرست آثار ملی به شماره ثبت ۲۳۹۳۷ درج شده‌است.
اناقیز در سی کیلومتری جنوب غربی سرآب واقع است که از شمال به دهستان ابرغان، از جنوب به روستاهای قوشچی و قارقا، از شرق دامنجان و احمداباد و از غرب به مرد آباد منتهی می‌شود.